# Ricardo Silva Romero
Ricardo Silva Romero (Bogotá, 14 de agosto de 1975) es un escritor, periodista, guionista y crítico de cine colombiano.

## Trayectoria
Silva Romero estudió en el colegio bogotano Gimnasio Moderno, desde 1980 hasta 1993. Las clases del poeta Ángel Marcel lo llevaron a escribir, hacia los 15 años, sus primeros cuentos, poemas y obras de teatro en la revista de ese colegio, El Aguilucho. Entre 1994 y 1998 estudió literatura en la Pontificia Universidad Javeriana y su tesis de grado fue sobre Paul Auster. En ese período escribió los cuentos humorísticos de Sobre la tela de una araña. Escribió también un cuaderno titulado El libro del sol que más tarde aparecería dentro de Terranía, y una primera versión de una obra de teatro que en 1999 se titularía Podéis ir en paz.
De 1999 a 2000 estudió una maestría en cine en la Universidad Autónoma de Barcelona, donde escribió sus primeros guiones cinematográficos.
Su poemario Réquiem, más tarde incluido en Terranía, obtuvo en enero de 1999 el premio de poesía del Instituto de Cultura y Turismo de Bogotá. Dos años después, en noviembre de 2001, la editorial Alfaguara presentó su primera novela: Relato de Navidad en La Gran Vía. 
Su novela Tic apareció en abril de 2003, y Parece que va a llover, una nueva incursión en el género, en febrero de 2005. El poemario Terranía fue publicado en abril de 2004. En octubre de ese mismo año fue presentada su biografía titulada Woody Allen: incómodo en el mundo y publicada por la editorial Panamericana. En agosto de 2006 se publicó El hombre de los mil nombres, una novela que se hizo pasar por una biografía.
En 2006 fue elegido por la organización del Hay Festival como uno de los 39 escritores menores de 39 años más importantes de Latinoamérica.
En orden de estatura apareció en 2007. En 2009 fue lanzada su novela Autogol, motivada por el asesinato del futbolista Andrés Escobar tras su autogol en la Copa Mundial de Fútbol de 1994. A propósito de este trabajo, Daniel Samper Ospina dijo: «No sólo es una apasionante novela sobre el fútbol, sino uno de los mejores libros para entender al país; un trabajo literario impecable, minuciosamente documentado, que interpreta como pocos la epilepsia emocional que es ser colombianos, y que habla por una generación entera a la que Silva interpreta como nadie».
Sus relatos breves han aparecido en varias antologías en español. Se destacan Querida Señora:, Diagonal, El marido de María Klossner y Semejante a la vida.
Entre agosto de 2000 y junio de 2012, fue comentarista de cine en la revista Semana. Entre  2001 y 2009 tuvo en la revista SoHo una columna titulada Lugares comunes. Desde mayo de 2009 tiene una columna en el periódico El Tiempo titulada Marcha fúnebre. Desde 2001 ha colaborado con otras publicaciones como El Malpensante, Número, A+, Artifex, Cambio, Babelia, El Tiempo, Arcadia, Boletín Bibliográfico y Plan B.
En noviembre de 2012 se publicó Érase una vez en Colombia, que consiste en dos novelas en un solo libro. El Espantapájaros, que narra una masacre y Comedia romántica, que está construida totalmente en forma de un diálogo entre dos amantes.
En abril de 2014 presentó al público su undécima novela: El libro de la envidia.
En 2019 lanza su libro "Historia de la locura en Colombia" y en 2020 ha publicado "Río muerto", crudelísimo relato de la lucha permanente entre la vida y la muerte que libra cada colombiano desde que nace.

## Obras publicadas
Novelas
- Relato de Navidad en La Gran Vía, Alfaguara, 2001
- Tic, Seix Barral, 2003
- Parece que va a llover, Seix Barral, 2005
- El hombre de los mil nombres, Seix Barral, 2006
- Autogol, Alfaguara, 2009
- Érase una vez en Colombia, Alfaguara, 2012, contiene dos novelas: El Espantapájaros y Comedia romántica
- Walkman, Punto de lectura, 2014, escrita en 2002
- Fin, Punto de lectura, 2014, escrita en 2005
- El libro de la envidia, Alfaguara, 2014
- Historia oficial del amor, Alfaguara, 2016
- Cómo perderlo todo, Alfaguara, 2018
- Río muerto, Alfaguara, 2020
- Zoológico humano, Alfaguara, 2021
- Cómo vivir en vano, Alfaguara, 2022
- El libro del duelo, Alfaguara, 2023
- Alpe d'Huez, Alfaguara, 2024

Cuentos
- Sobre la tela de una araña, Arango Editores, 1999
- Semejante a la vida, Alfaguara, 2011

Ensayo
- Ficcionario, Lumen, 2017.
- Historia de la locura en Colombia, Intermedio Editores, 2019
- Habitar la virtud, Mesa Estándar, 2023

Infantil y juvenil
- En orden de estatura, Norma, 2007
- Que no me miren, Tragaluz, 2011
- Todo va a estar bien, Alfaguara, 2016
- Crucigrama, Mesa Estándar, 2023

Biografía
- Woody Allen: incómodo en el mundo, Panamericana, 2004

Poesía
- Terranía: 1994-2003, Planeta, 2004
- El libro de los ojos, Tragaluz, 2013